# Naranga dimorpha
Naranga dimorpha är en fjärilsart som beskrevs av Pieter Cornelius Tobias Snellen 1880. Naranga dimorpha ingår i släktet Naranga och familjen nattflyn. Inga underarter finns listade i Catalogue of Life.